# Podgorni (Timiriázeva, Maikop, Adiguesia)
Podgorni (del ruso: Подгорный) es un pueblo (posiólok) del raión de Maikop en la república de Adiguesia de Rusia. Está 6 km al sur de Tulski y 18 km al sur de Maikop, la capital de la república. Tenía 121 habitantes en 2010
Pertenece al municipio Timiriazevskoye.